# Bogdan Racovițan
Bogdan Racovițan (* 6. Juni 2000 in Dijon, Frankreich) ist ein rumänisch-französischer Fußballspieler.

## Vereinskarriere

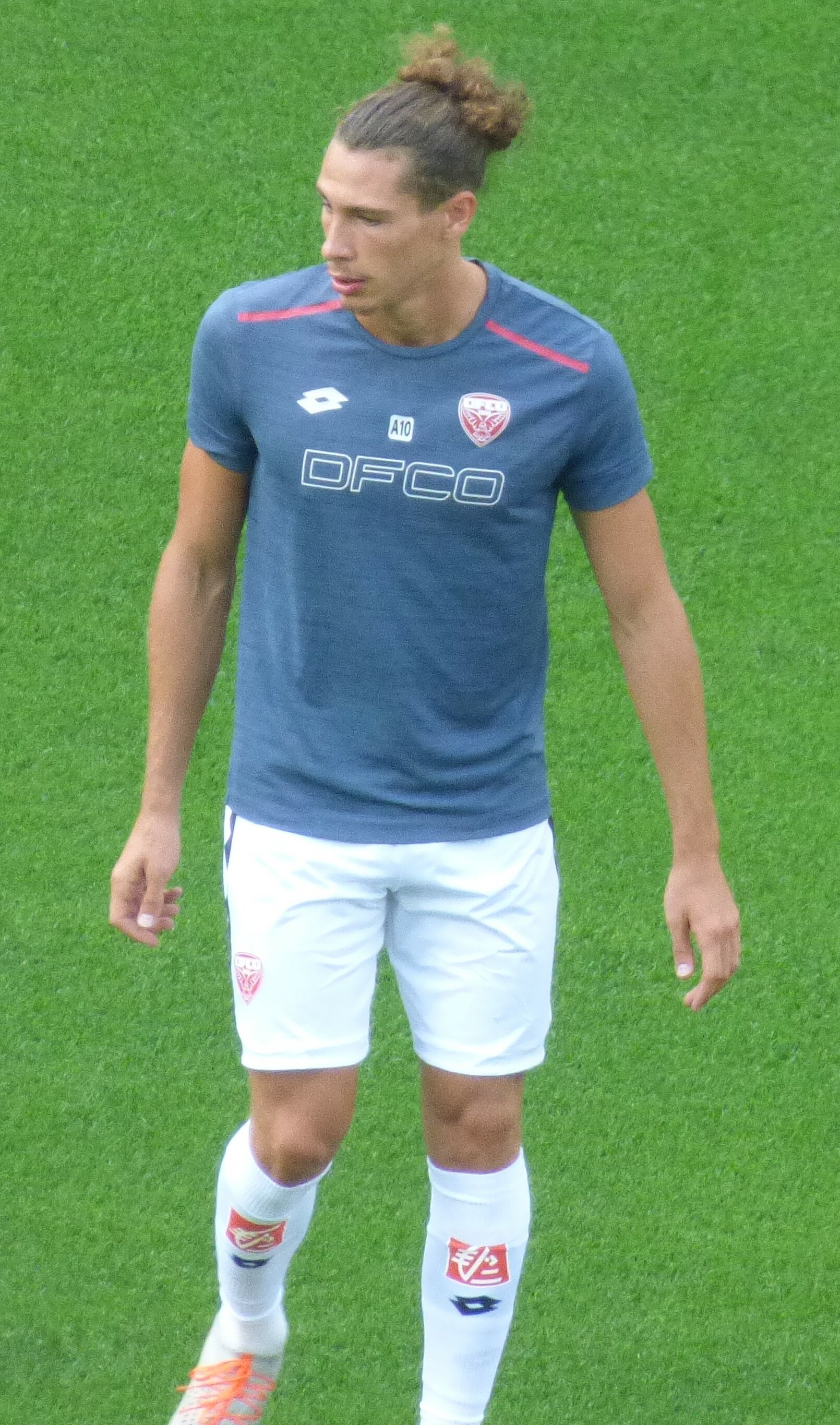
Racovițan im Trikot des FCO Dijon (2020)

Racovițan begann seine Karriere in der Jugend von FCO Dijon und ging zur Spielzeit 2020/21 in den Kader der B-Mannschaft über, für welche er zuvor schon oft in der N3 aktiv war, später sogar als Kapitän. Im Februar 2021 wechselte er ablösefrei nach Rumänien zum FC Botoșani. Nach der Hinrunde wechselte er nach Polen zu Raków Częstochowa und gewann hier den Pokal und am Ende der Spielzeit 2022/23 die polnische Meisterschaft.

## Nationalspieler
Im September 2021 debütierte Racovițan für die rumänische U21. Er war auch im Kader bei der Europameisterschaft 2023, bei der seine Mannschaft nach der Gruppenphase ausschied.
Sein Debüt für die rumänische A-Nationalmannschaft hatte er am 22. März 2024 bei einem 1:1-Freundschaftsspiel gegen Nordirland, in dem er zur 75. Minute für Andrei Burcă eingewechselt wurde. Ein paar Monate später wurde er für den finalen Turnierkader bei der Europameisterschaft 2024 nominiert.

## Erfolge

### Raków Częstochowa
- Polnischer Meister: 2022/23
- Polnischer Pokalsieger: 2021/22
- Polnischer Supercupsieger: 2022